# Ломакс, Алан
Алан Ломакс (англ. Alan Lomax; 31 января 1915 года — 19 июля 2002 года) — американский этномузыколог и собиратель фольклора, наиболее известный по своей работе с Библиотекой конгресса США, для которой собрал коллекцию записей фолк-музыки, и как человек, нашедший множество американских фольклорных песен, открывший ряд в будущем известных фолк- и блюзовых музыкантов и зарегистрировавший для будущих поколений множество музыкальных записей.
В частности, Ломакс первым записал таких знаменитых музыкантов, как Ледбелли, Мадди Уотерс и Вуди Гатри.
В 1994 году Алан Ломакс включён в Зал славы блюза (как «неисполнитель»).

## Семья
- Отец: Джон Эйвери Ломакс (1867—1948)